# Бэлческу, Николае
Николае Бэлческу (в некоторых источниках уст. Николай Балческу, рум. Nicolae Bălcescu; 29 июня 1819, Бухарест — 29 ноября 1852, Палермо, Италия) — румынский историк, писатель, публицист и революционер, один из лидеров революции 1848 года в Валахии и Трансильвании.

## Биография
Николае Бэлческу родился в боярской семье, получил первоначальное образование в Коллегии Святого Саввы, где учителем философии был Евфимий Мургу. На девятнадцатом году жизни он поступил в армию и здесь устроил, с разрешения высшей власти, Школу для унтер-офицеров.
С 1840 года участвовал в движении за объединение и независимость Валахии и Молдавии. При господаре Александре II Гике Бэлческу вместе с Болиаком замешан был в республиканском заговоре полковника Кампинеон и Митики Филипескуль, имевшем целью отдать страну под покровительство Российской империи и установить в ней новую конституцию. Бэлческу был приговорен к вечным каторжным работам, но приговор был смягчён и заменен заключением на неопределенное время, и он был отправлен в монастырь в Моржинени. Спустя два года Бэлческу был освобожден благодаря ходатайству Георгия Бибеску.
Вскоре после отстранения 7 октября 1842 года господаря Валахии Александра II Гики (за нарушение Органического регламента), состоялись первые в Валахии выборы господаря. 1 января 1843 года господарём был избран Георгий Бибеску, поддержан он был как либеральным, так и консервативным крылом местной знати, а также царской администрацией.
В 1843 году Бэлческу, совместно с Ионом Гикой, Александру Голеску и Кристианом Теллем, основал тайное общество «Фрэция» («Frăţia» — «Братство»).

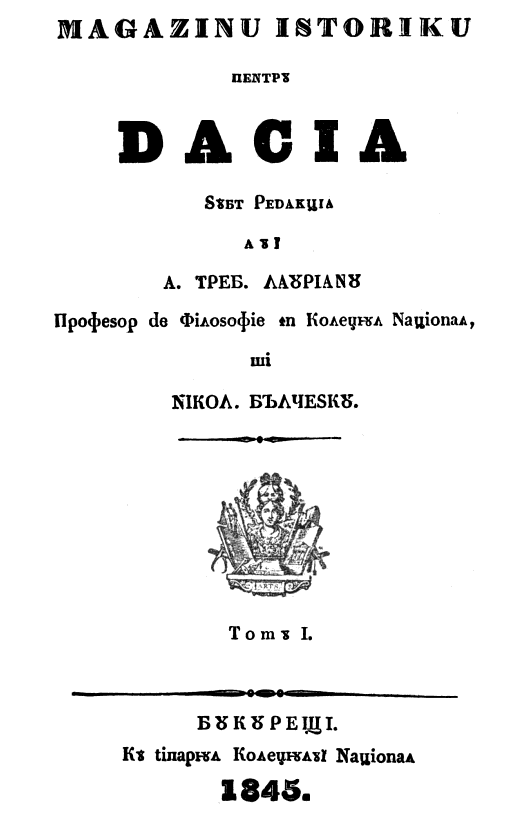
Первый номер «Magazin istoric pentru Dacia», 1845 года

Затем он отправился в Италию и Францию, чтобы продолжить свои исторические исследования. В 1845—1847 годах Бэлческу и Аугуст Требониу Лауриан издавали и редактировали журнал «Magazin istoric pentru Dacia» — сборник исторических документов о Румынии.
Бэлческу как революционный демократ возглавил радикальное крыло революции в Валахии. Во время революции 1848 года Бэлческу был членом Временного правительства Валахии, отстаивал всеобщее избирательное право и распределение земли среди крестьян.
9 июня большая группа повстанцев собралась в Бухаресте и направилась к господарскому дворцу. Армия и полиция не препятствовали мятежникам. Во дворец вошла небольшая группа революционеров и передала господарю Георгию III Бибеску Ислазскую прокламацию (рум. Proclamația de la Islaz) — требования, выработанные в результате компромисса между радикалами, во главе с Николае Бэлческу, и более умеренными деятелями культуры (ключевым представителем которых был Ион Элиаде-Радулеску). 11 июня господарь Георгий III Дмитрий Бибеску принял все требования объединённой оппозиции, и Ислазская прокламация была объявлена конституцией. 13 июня Георгий III отрёкся от престола и выехал за границу.
После подавления революции эмигрировал в Трансильванию, где выступал за объединение венгерского и румынского революционного движения. Последние годы жизни вновь провёл во Франции и Италии, занимаясь литературной деятельностью. С молодых лет страдал от туберкулёза, вызвавшего его раннюю смерть.
Бэлческу был членом литературно-политического общества «Сочиетатя литерарэ», выступал за распространение образования.
Бэлческу издал много исторических документов, в том числе валашские летописи, написал ряд биографий выдающихся румынских деятелей, а также капитальный труд «История румын во времена князя Михая Храброго». Бэлческу отстаивал идею объединения румынских земель и создание демократической республики.

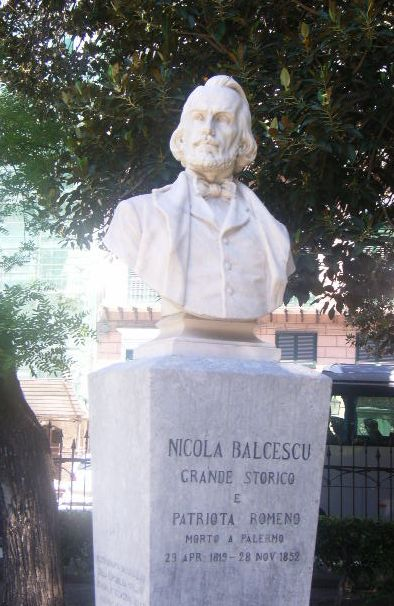
Памятник Бэлческу в Палермо

В своих работах Бэлческу высказал ряд ценных мыслей о закономерности прогрессивного развития человеческого общества, связывая его с социальной борьбой, с признанием роли народных масс в истории.
В 2015 году Николае Бэлческу посмертно избран членом Румынской академии.